# Johannes Chortasmenos
Johannes Chortasmenos (griechisch Ιωάννης Χορτασμένος, auch Ignatios von Selymbria; * um 1370; † 1436 od. 1437) war ein byzantinischer Universalgelehrter und Metropolit von Selymbria.
Chortasmenos war zunächst als Privatlehrer für Philosophie tätig und unterrichtete auch Fächer des Quadriviums, insbesondere Geometrie. Zu seinen Schülern zählten Markos Eugenikos, Bessarion, Georgios Scholarios und Johannes Argyropulos. Von 1391 bis 1415 war er Notar der Patriarchatskanzlei von Konstantinopel. Später wurde Chortasmenos Mönch und nahm den Mönchsnamen Ignatios an. Er wurde zum Metropoliten von Selymbria erhoben.
Chortasmenos war ein eifriger Sammler, Abschreiber und Restaurator von Handschriften und beschäftigte sich mit Paläographie. Rund drei Dutzend Handschriften aus seinem Besitz sind bekannt. Im Auftrag des Mönches Nathanael des Petra-Klosters restaurierte er 1406 die um 512 entstandene Prachthandschrift Wiener Dioskurides. Von ihm stammen Umschriften der griechischen Bibelmajuskel in Minuskel; er nummerierte die Blätter, ordnete sie neu und fertigte einen neuen Einband.
Das bekannteste Werk des Chortasmenos sind seine Prolegomena zur Logik des Aristoteles, eine als Lehrbuch konzipierte Einleitung zu einer Kompilation logischer Texte, die als Einführung in die Logik gedacht war. Das Material entnahm er hauptsächlich neuplatonischen Aristoteles-Kommentaren. Ferner verfasste er ein Buch mit moralischen Ratschlägen, Prolegomena zur Rhetorik, Schriften zu Grammatik, Mathematik und Astronomie sowie Briefe, Gedichte und Reden. Er soll auch eine Chronik geschrieben haben.

## Textausgabe
- Herbert Hunger: Johannes Chortasmenos (ca. 1370 – ca. 1436/37). Briefe, Gedichte und kleine Schriften. Einleitung, Regesten, Prosopographie, Text. Böhlau, Wien 1969, ISBN 3-7001-0887-7.